# Mieke Jaapies

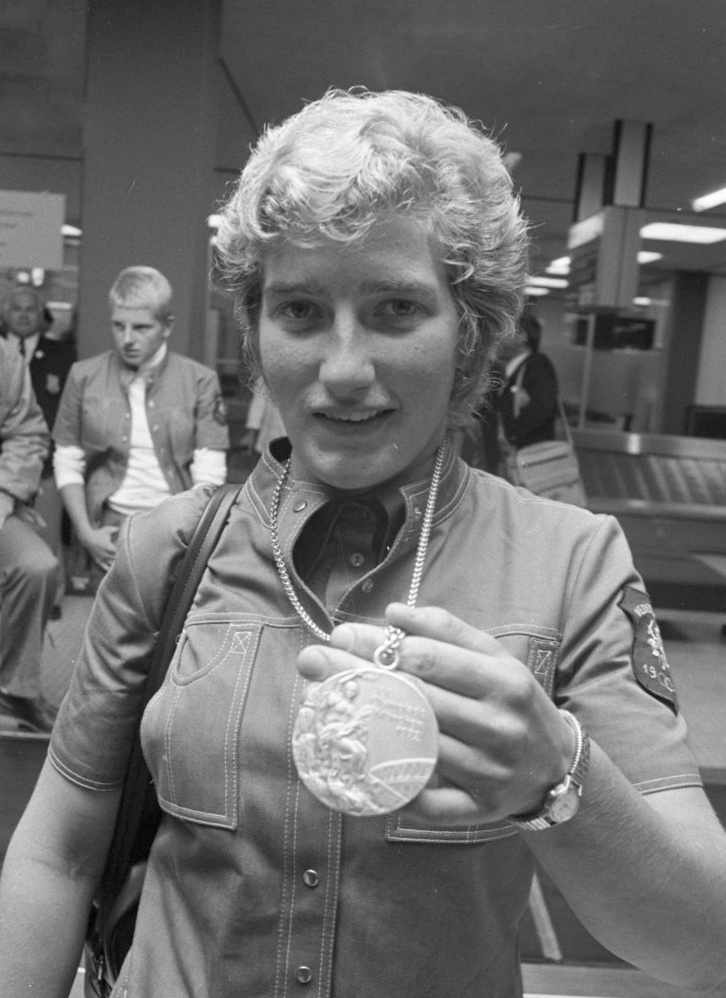
Mieke Jaapies in 1972

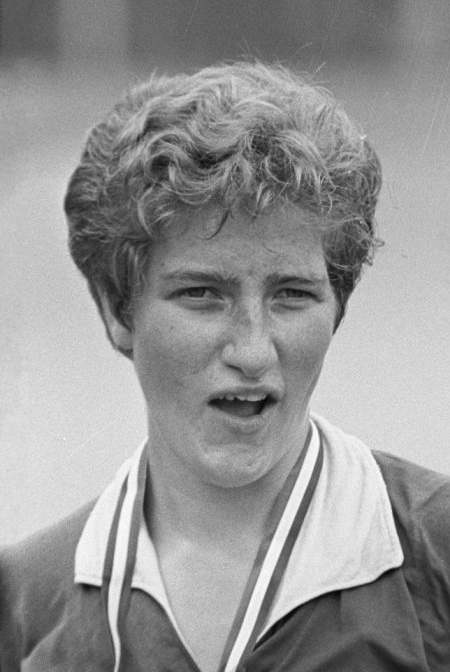
Mieke Jaapies in 1968

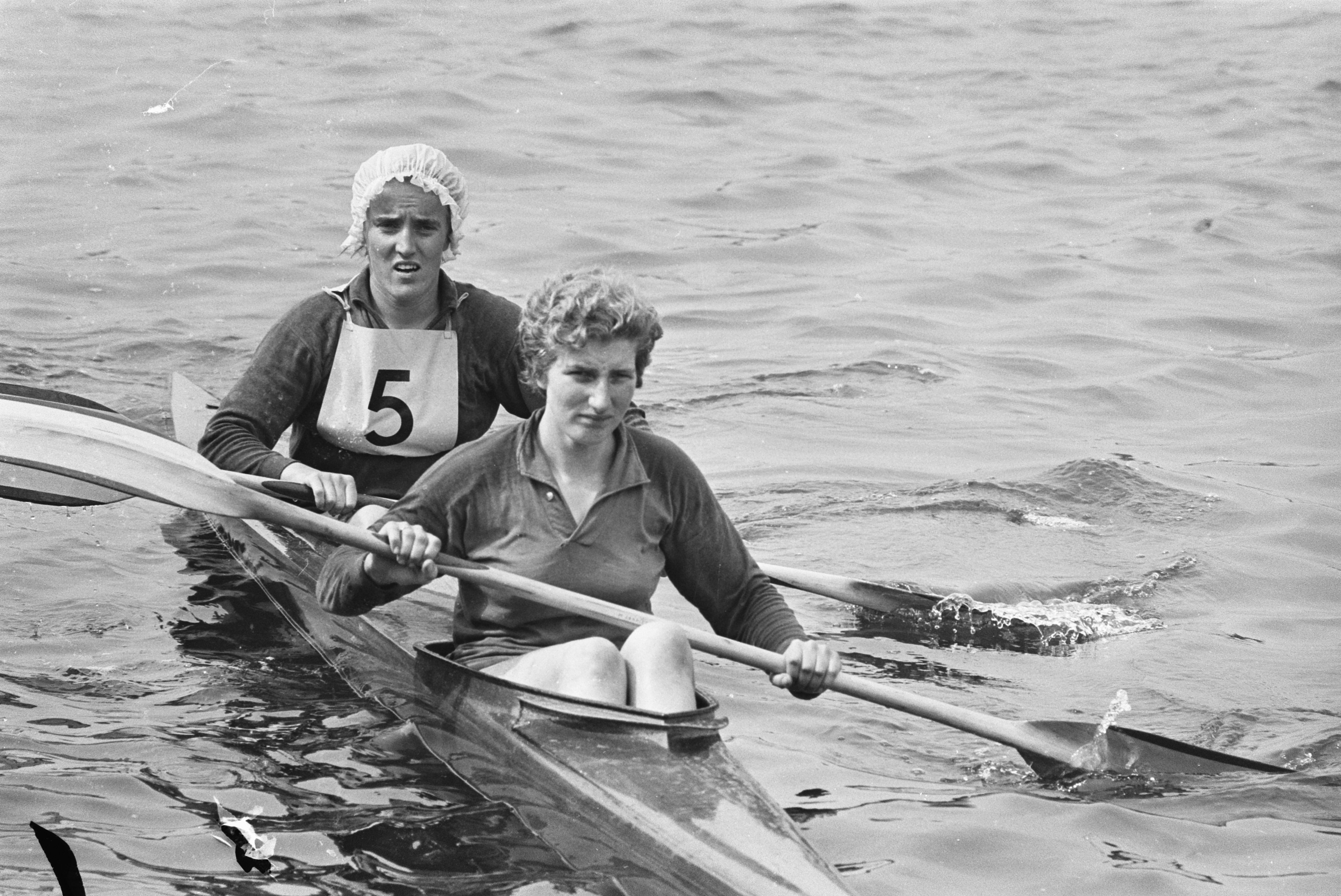
Maria van der Holst-Blijlevens en Mieke Jaapies in 1970

Marie ("Mieke") Jaapies (Wormerveer, 7 augustus 1943) is een voormalig Nederlands kanovaarster.
Mieke Jaapies deed tweemaal mee aan de Olympische Zomerspelen, in 1968 en 1972. Beide keren kwam ze uit in de K-1 en de K-2-klasse. 
Haar beste resultaat haalde ze tijdens de Spelen van München; na de Palestijnse gijzelingsacties, waarbij elf Israëlische sporters het leven lieten, besloot ze toch door te gaan. In de K-1 won ze een zilveren medaille. In dezelfde klasse werd ze twee keer tweede tijdens wereldkampioenschappen. 
Na de Zomerspelen nam ze afscheid van de kanosport en trad in het huwelijk. Haar kano schonk ze aan het Olympisch Museum in Lelystad, dat hem later via internet te koop aanbood. Toevallig zag Jaapies dit en kocht de boot terug. Hij is nu bij Kanovereniging de Geuzen, waar Jaapies lid is.